# 동정 (생물학)
동정(同定, Identification)은 생물의 종을 각종 도감이나 검색표 등에 의하여 비교 검토하여 이미 밝혀진 분류군 중에서의 그 위치를 결정하는 일을 말한다.

## 방법
주로 방법은 계통학적인 방법을 사용하지만, 미생물의 동정에는 먼저 보조적인 그 성상을 조사하고 그 결과로 같은 종류라고 생각되는 기존의 미생물에 대한 항체를 이용하여 항원항체반응을 실시하여 그 반응의 정도로 판단하고 결정한다.

## 같이 보기
- 분류
- 분류학
- 항원항체반응
- API(Analytical profile index)